# Houbie
Houbie är den största orten på ön Fetlar i Shetlandsöarna, Skottland. Det har ett postkontor, gemenskapshall och skola. Byn är belägen 55 km från Lerwick.